# Gazte Komunistak
Gazte Komunistak (GK, Juventud Comunista), organización de la UJCE en Euskal Herria, es la principal y mayor organización juvenil comunista de Euskal Herria. Son las juventudes del Partido Comunista de Euskadi (PCE-EPK). Su ámbito de actuación son los territorios de Vizcaya, Álava, Guipúzcoa y Navarra, en los que sus militantes se organizan en torno a los centros de estudio, centros de trabajo, barrios y pueblos.
A nivel estatal y, al contrario que la mayoría de organizaciones juveniles de las distintas federaciones del Partido Comunista de España, Gazte Komunistak no estaba federada en la UJCE si bien actuaba como referente de la misma en Euskal Herria. No obstante, desde la celebración de la Conferencia de Integración, el 5 de septiembre de 2015, Gazte Komunistak pasó a formar parte de la UJCE como un territorio más de los que la conforman. Por tanto a día de hoy Gazte Komunistak actúa formalmente como la UJCE en Euskal Herria.
Durante su V. Congreso, celebrado en 2013 en Bilbao el joven historiador Fernando Atxa fue elegido Secretario General de la organización.
El 3 de julio de 2016, en Santurce, Gazte Komunistak celebró su primera "Conferencia de Vuelta" como organización integrada en la UJCE, en ella además de adaptar las tesis emanadas del XIII Congreso de la UJCE a la realidad vasca fue elegido el nuevo Comité Nacional de Gazte Komunistak y al gasteiztarra Aritz Rodríguez Galán como nuevo Secretario Político de Gazte Komunistak en sustitución de Fernando Atxa.
El 21 de julio de 2019, en Santurce, con un modelo organizativo ya consolidado y adaptado a la UJCE, Gazte Komunistak adaptaba las tesis del XIV Congreso de la UJCE a la realidad de Euskal Herria y renovaba su Comité de Dirección Intermedia eligiendo a la joven odontóloga Lara Montilla como Secretaria Política de la organización -la primera mujer en ocupar ese lugar en la historia de la organización- en sustitución de Aritz Rodríguez.